# Praprotna Polica
Praprotna Polica je naselje v Občini Cerklje na Gorenjskem. V Praprotni Polici je okoli 40 hiš. Vas leži zraven trate pri Velesovem in blizu letališča Brnik (oddaljeno je približno 3 km). Vas z ene strani obdaja visok klanec. V Praprotni Polici je veliko njiv in travnikov.